# Єнакієве
Єнáкієве — місто Донецької області України, центр Єнакіївської міської громади Горлівського району. У минулі роки Єнакієве було важливим центром видобутку вугілля, металургії та хімічної промисловості. На 2021 рік населення становить 77 тис. осіб. З 2014 року окуповане російськими військами.

## Географія
Місто розташоване в східній частині Донецької області при впадінні річок Садки, Корсунь і Булавинки в річку Кринка (басейн Міуса), відстань до Донецька 60 км. Залізнична станція Єнакієве.

## Назва
Назва Єнакієвого змінювалася кілька разів:
- 1898 (статус міста з 1925) — 10 липня 1928: Єнакієве, на честь українського промисловця Федора Єнакієва.
- 10 липня 1928 — 27 травня 1936 та під час німецької окупації 1941—1943 років: Рикове, на честь радянського партійного діяча Олексія Рикова.
- 27 травня 1936 — 1 листопада 1941, 3 вересня 1943 — 12 червня 1944: Орджонікідзе, на честь радянського партійного діяча Григорія Орджонікідзе[2].
- З 12 червня 1944 — дотепер: знов Єнакієве.

## Географія
Рельєф місцевості різно посічений балками та ярами з високими схилами. Клімат в районі міста помірно-континентальний, у літній період середня температура +21,5, у зимній — −7, з частими сильними вітрами, головним чином, східного напрямку. В західній частині міста протікає річка Садки, після злиття її з р. Булавин, остання впадає в р. Кринку — притоку р. Міус.
Основною корисною копалиною міста є кам'яне вугілля. На шахтах міста видобувається енергетичне вугілля марки «Т», коксівне вугілля.
Єнакієве — екологічно небезпечне місто. Основними забруднювачами навколишнього середовища є металургійний, коксохімічний і цементний заводи.

## Символіка
Єнакієве було одним із перших міст Донеччини, у якого з'явився власний герб. Його проект був розроблений в 1968 році. Авторська група, у складі якої А. І. Чутчев, Р. А. Андрієнко, А. К. Панасенко, А. Д. Уткин, зробила офіційний символ міста простим, лаконічним і в той же час дуже виразним, відобразивши в ньому історію Єнакієвого, народження якого передусім пов'язане з розвитком металургійної і вугільної промисловості.

## Історія

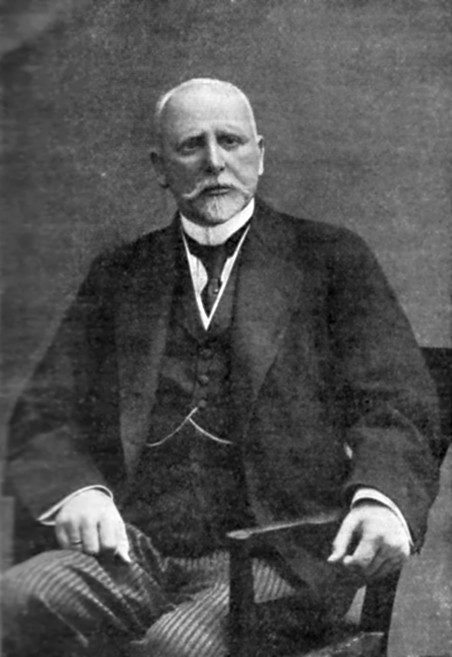
Федір Єгорович Єнакієв, один із засновників Єнакієвського металургійного заводу.

### Заснування
Датою заснування міста Єнакієвого вважається 1782 рік, коли на березі річки Булавин з'явилося село Федорівка (Гапурівка), про яке вперше згадується в «Списках населенных мест Российской империи». В той час з'явились села Раздольське (Раздолівка), Софіївка (Карло-Марксове), Афанасєвка (Оленівка), Вєровка, Катеринівка.

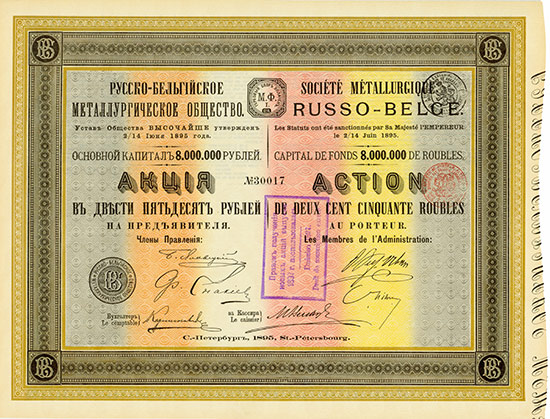
Акція російсько-бельгійського металургійного товариства

У 1858 році тут відкрита Софіївська кам'яновугільна копальня (у 1864 році тут здобуто 225 тис. пудів вугілля). В 1858 році на річці Садки, поблизу Софіївського кам'яновугільного рудника почали будувати казенний дослідний чавуноплавильний завод, названий Петровським на честь Петра I. В 1862 році на заводі вперше в Росії виплавили чавун на коксі. На честь заводу селище поблизу називається Старопетрівським.

### Російська імперія
Через нестачу фінансування завод закрили. У 1895 році інженерами Федором Єнакієвим і Б. А. Яловецьким та кількома бельгійськими підприємцями засновано Російсько-бельгійське акціонерне товариство, і за проектом бельгійського інженера Альфреда Філіпара розпочало будівництво нового Петровського металургійного заводу поблизу селища Федорівка. Керував будівництвом заводу пітерський інженер-шляховик Ф. Є. Єнакієв.
У 1897 році завод розпочав свою роботу. Наприкінці XIX століття на ньому працювали 2665 осіб. Біля заводу відкрилися кам'яновугільні копальні. Навколо підприємств склалися селища, які в 1898 році об'єднані в одне, назване на ім'я засновника російсько-бельгійського товариства Єнакієвським. Письменник О. Купрін, що перебував в 1896 році на службі на заводі, відобразив життя робітників селища в повісті «Молох».
У 1898 році робітниче селище навколо заводу рішенням Бахмутського повітового і Катеринославського губернського дворянського зборів названо ім'ям інженера Федора Єгоровича Єнакієва. Поряд з заводом будувались вугільні копалини: Вєровська, Кар'єрівська, «Бунге».

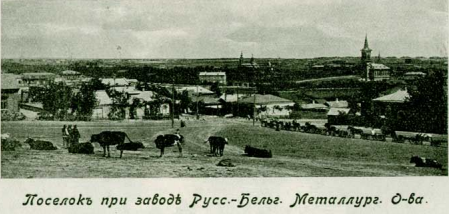

У 1905 році місто зачепили події російської революції. У 1905 листопаді в Єнакієвому була створено незаконне збройне формування «Єнакієвська дружина», що займалося підготовкою до збройного повстання робітників. Дружина взяла участь у повстанні в Горлівці 17 грудня, де й була розбита. Командувач дружини А. П. Щербакова був заарештований 21 грудня, а 4 вересня 1909 року — повішений. 22 січня 1905 року страйкували робітники Петровському заводі, що висували економічні вимоги, свободи слова і зібрань.
До Першої світової війни в Єнакієвому побудований коксохімічний, цегляний, пивоварний заводи, маслоробня. Петровський завод став одним з найбільших металургійних заводів (3 місце) півдня Росії. У 1913 році він дав 349,2 тис. тонн чавуну, 316,4 тис. тонн сталі, 280,1 тис. тонн прокату. До того часу в селищі були 2 готелі, їдальня, 2 пекарні, 4 магазини, лікарня, комерційне училище, 5 шкіл, кінематограф, клуб службовців металургійного заводу, бібліотека.
Савелівка (Гофенталь/Hoffental), до 1917 року — євангелістське село області Війська Донського, Таганрозький округ; у радянські часи — Сталінська/Донецька область, Орджонікідзевський (Риковський/Єнакієвський) район. Засноване 1880 року. Засновники з бердянських колоній. Євангелічна громада Остгайм. Землі 2360 десятин. Мешканців: 250 (1918), 184/184 німці (1926).

### Українська революція
7 (20) листопада 1917 року, відповідно до Третього Універсалу Української Центральної Ради, увійшло до складу Української Народної Республіки.
Під час Першої радянсько-української війни опиняється під контролем більшовиків, які додали місто до складу Донецько-Криворізької Радянської Республіки. 18 квітня 1918 року відбувся Бій під Єнакієвим. По завершенню українських визвольних змагань, у місті остаточно затвердилася радянська окупація.

### Радянський період

#### Міжвоєнна доба
В результаті розрухи після кількох воєн Петровський завод був єдиним, який випускав сталь. У 1921 році утворений трест «Югосталь», що об'єднав металургійні заводи Юзівки, Петровки, Макіївки і Єнакієвого. У 1924 році перейменовані шахти Єнакієвого:
- Софіївська шахта — імені Карла Маркса
- Веровська копальня — шахта «Червоний Профінтерн»
- Нар'євська копальня — шахта «Червоний Жовтень»
- шахта «Бунге» — шахта «Юний Комунар».

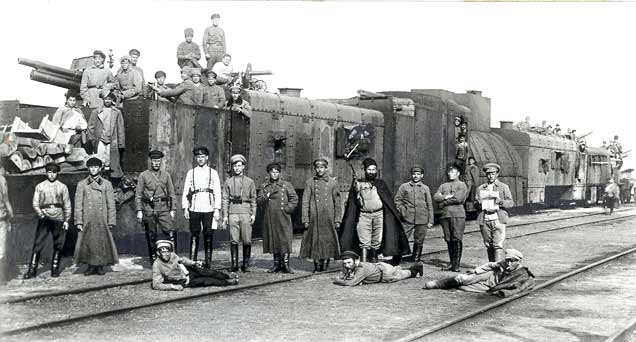
Більшовицький бронепотяг «Грім», Єнакієве (1919 р.). Розбитий білогвардійцями під Ясинуватою

У 1924 році всіма шахтами було здобуто 3,5 млн пудів вугілля. До 1925 року в Єнакієвому налічувалися 34 тис. жителів. У 1925 року Єнакієве отримало статус міста.

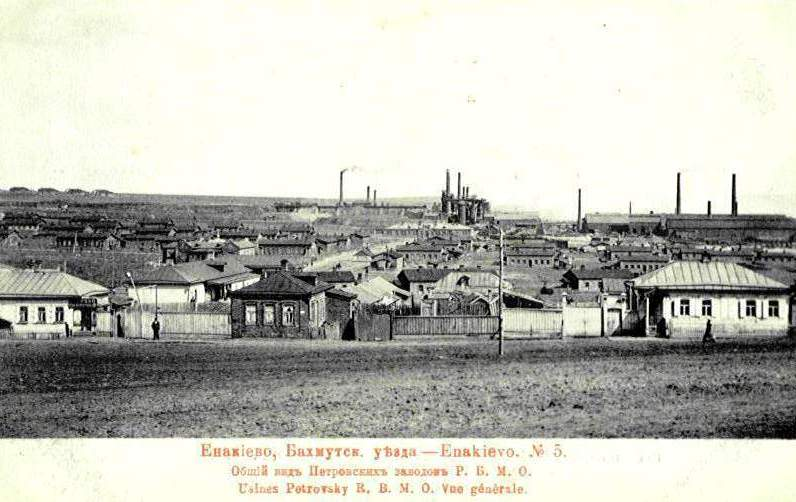
Дореволюційна листівка, Єнакієве

За роки перших п'ятирічок у 1930-ті роки бурхливо зростав промисловий потенціал міста. Побудовані коксохімічний і цементний заводи, завод металоконструкцій, аглофабрика, нові шахти, зокрема № 1-2 № 4 та інші. Великим подвигом єнакіївських металургів стало будівництво за 40 днів методом народного будівництва першої в СРСР розливної машини. У 1932 році від центру до селища металургів прокладена трамвайна лінія. З 1933 року по 1941 рік в місті діяв аероклуб, який підготував понад 400 льотчиків. Десять з них стали Героями Радянського Союзу, зокрема льотчик-космонавт Г. Береговий — двічі Героєм Радянського Союзу.

#### Друга світова війна
До 1939 року населення міста склало 88,2 тис. осіб. Місто обслуговували 11 лікарень, поліклініка, 71 школа, металургійний технікум, педучилище, фельдшерсько-акушерська школа, музична школа, понад 120 бібліотек, 2 Палацу культури, 10 клубів. Видавалося 11 багатотиражних газет. У 1934 році був відкритий російський драматичний театр. До межі міста ввійшли старі селища: «Червоний профінтерн» і «Червоний Жовтень», побудовані нові райони: імені Ватутіна, Північний, Залізничний та інші.
1 листопада 1941 року під натиском німців армії частини Червоної Армії залишили місто. За час окупації до Німеччини відправлено 10 тис. жителів; на руїни було перетворено металургійний завод, вивезено 60 тис. тонн металу і прокату, велику кількість обладнання і верстатів. Радянська армія зайняла місто 3 вересня 1943 року.
Єнакієвці брали участь у всіх вирішальних битвах Другої світової війни. 28 земляків удостоєні звання Героя Радянського Союзу, 14 тис. нагороджено орденами та медалями.

#### Післявоєнна доба
До 1950 року вся промисловість міста була відновлена. У 1950-х роках введені в експлуатацію завод залізобетонних виробів, експериментальний завод будівельних матеріалів, завод великоблочного житлового будівництва, авторемонтний завод.

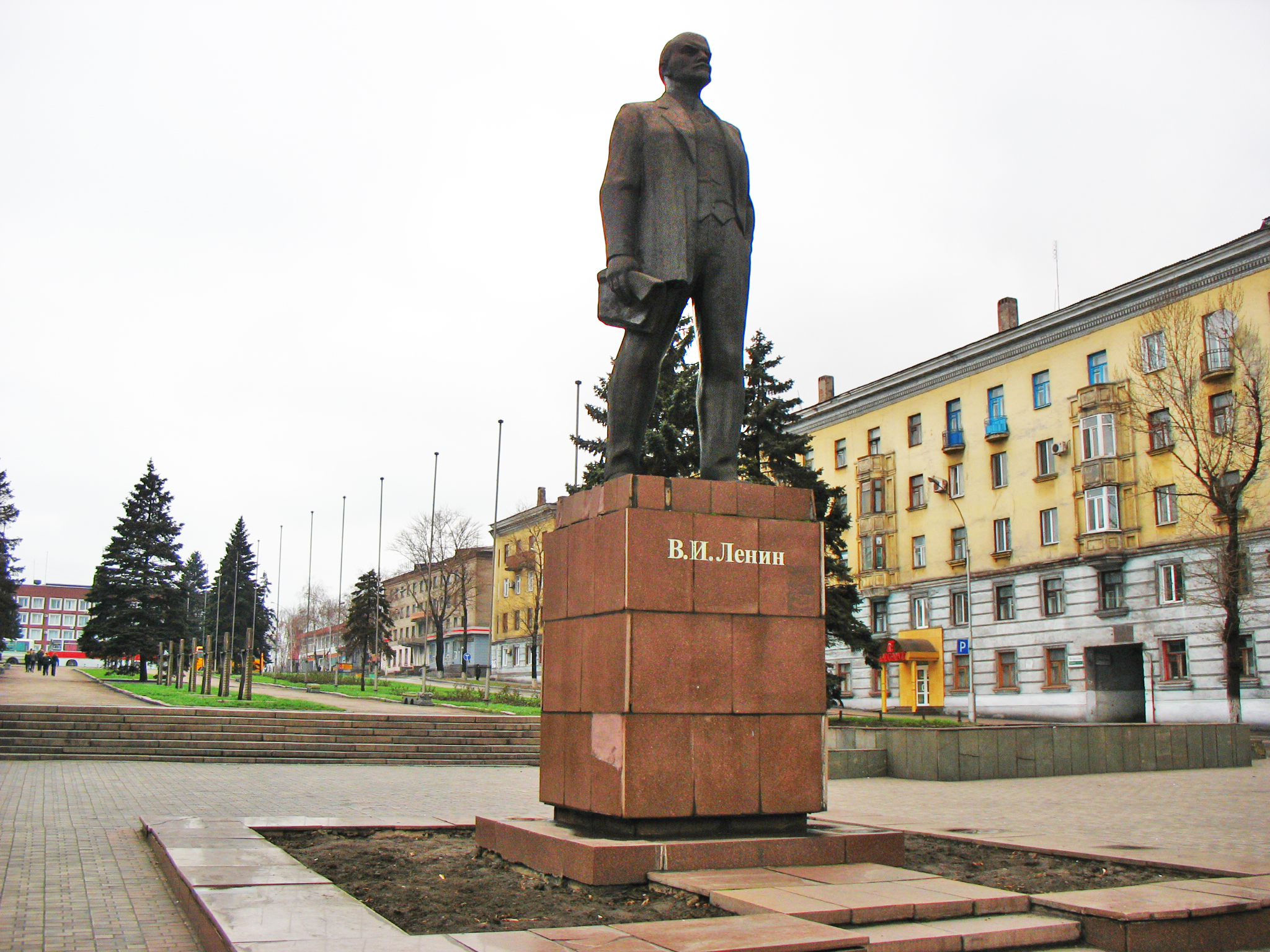
Пам'ятник Леніну, пл. Леніна,1

16 вересня 1979 року поблизу Єнакієво, на шахті «Юнокомунарівська» на глибині 903 м проведений ядерний вибух потужністю 200 т, з науково-дослідницькою метою. Зараз виникли проблеми з захороненням наслідків аварії у зв'язку з ліквідацією шахти.

### Незалежна Україна

#### Кінець XX— початок XXI століття
У 1991 році Єнакієве стало частиною незалежної України.
У 1994—1998 роках до Єнакієвого надійшло 5 нових трамвайних вагонів ЛТ-10.
У 1995 році в місті активно проходить приватизація.
25 лютого 2010 року уродженець Єнакієвого Віктор Янукович став Президентом України.
2 березня 2013 року в Єнакієвому було повалено пам'ятник Леніну.

#### Російсько-українська війна
13 квітня 2014 року, на шостий день після проголошення так званої «Донецької народної республіки», місто опинилось під контролем терористів. Було захоплено приміщення міськради, прокуратури та міліції. 20 квітня терористи на деякий час покинули місто, проте повернулися 4 травня, влаштувавши безлад у міськраді та біля металургійного заводу. З часу захоплення міста, терористи неодноразово відзначалися грабунками. Зокрема повідомлялося про викрадення банківського автомобіля з грошима, пограбування магазинів. 7 серпня 2014 року в небі над Єнакієвим імовірно, з наданого російською стороною комплексу «Бук», терористи збили український МіГ-29; льотчик намагався відвести літак від житлових районів. 13 серпня було зупинено металургійний завод, згідно з повідомленням керівництва — «з метою запобігання техногенній катастрофі та збереження життя городян». В місті була повністю зупинена робота казначейства та банківської системи, призупинено діяльність ряду підприємств. Спостерігається дефіцит продуктів. 18 листопада в місті мав місце перший голодний виступ. 14 листопада Єнакієве було внесено до переліку населених пунктів на Сході України, на яких тимчасово не діє українська влада
До початку широкомасштабного вторгнення Росії Єнакієве підійшло в російській окупації. Готуючись до поновлення активної фази бойових дій, в середині лютого російські війська влаштовують провокації, під приводом яких оголошують у Горлівці та окупованій частині Донбасу загалом незаконну примусову «мобілізацію» до лав діючих в регіоні незаконних терористичних збройних формувань.

## Адміністративний поділ
Місто входить до Горлівсько-Єнакієвської агломерації. Підпорядковані міста Вуглегірськ і Бунге, 8 смт, 8 сіл і 11 селищ.

## Населення
103 997 жителів (2001); з територіями, підлеглими міськраді, — 161 535 жителів.
За даними перепису 2001 року населення міста становило 104266 осіб, із них 9,78 % зазначили рідною мову українську, 89,44 % — російську, 0,19 % — вірменську, 0,08 % — білоруську, 0,03 % — циганську, 0,01 % — болгарську, румунську та грецьку, а також польську, гагаузьку, німецьку, угорську та єврейську мови.
Національний склад населення за переписом 2001 року:
| Народ         | Чисельність | Частка |
| Росіяни       | 83 726      | 51,4   |
| Українці      | 73 675      | 45,3   |
| Білоруси      | 1 777       | 1,1    |
| Вірмени       | 587         | 0,4    |
| Азербайджанці | 366         | 0,2    |
| Євреї         | 291         | 0,2    |

Кількість населення на початок 2004 року — 98,8 тис. чоловік. За період з перепису 1989 року воно скоротилося на 14 %.
Народжуваність — 5,8 на 1000 чоловік, смертність — 20,6, природний спад — −14,8, сальдо міграції негативне (-9,9 на 1000 чоловік).

### Мова
Розподіл населення за рідною мовою за даними перепису 2001 року:
| Мова            | Кількість | Відсоток |
| --------------- | --------- | -------- |
| російська       | 93258     | 89.44%   |
| українська      | 10202     | 9.79%    |
| вірменська      | 195       | 0.19%    |
| білоруська      | 87        | 0.08%    |
| циганська       | 31        | 0.03%    |
| румунська       | 13        | 0.01%    |
| інші/не вказали | 480       | 0.46%    |
| Усього          | 104266    | 100%     |

## Економіка

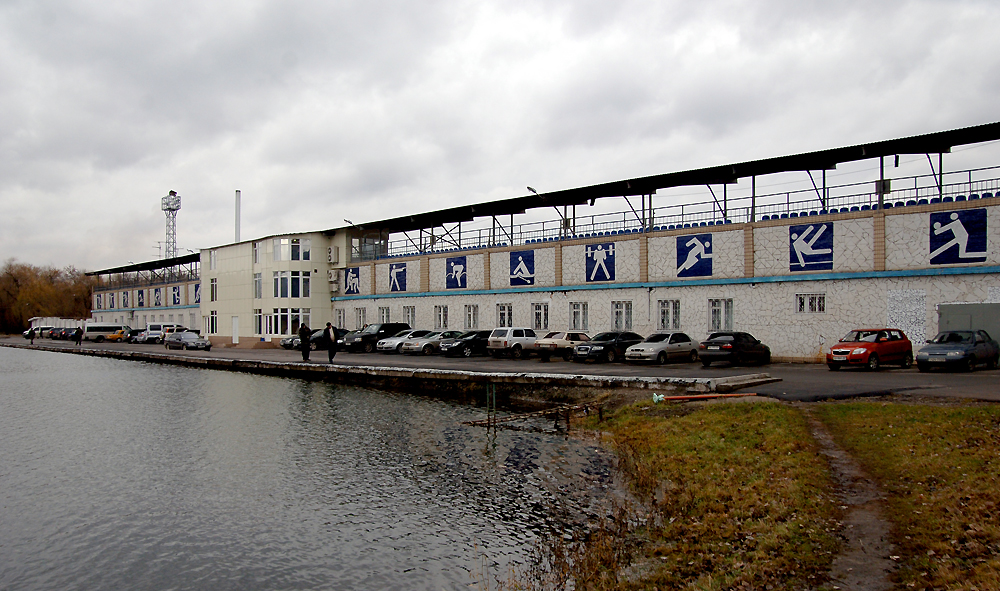
Стадіон «Металург»

- Видобуток кам'яного вугілля (ДП «Орджонікідзевугілля»):
  - шахта «Червоний Жовтень»,
  - шахта «Червоний Профінтерн»,
  - збагачувальна фабрика;
- Металургійна промисловість:
  - Єнакієвський металургійний завод,
  - Єнакієвський коксохімічний завод,
- Машинобудування і металобробка:
  - Єнакієвський котельно-механічний завод,
  - «Донбассталькострукція»,
  - ремонтно-механічний завод,
  - авторемонтний завод,
  - «Ременергомонтаж»;
- Виробництво будматеріалів:
  - ТОВ «Цемент Донбасу» (цементний завод),
  - завод залізобетонних напірних труб
- Харчова промисловість:
  - Єнакієвський м'ясокомбінат,
  - Комбінат харчових продуктів «Айсберг» (холодокомбінат),
  - Єнакієвський молокозавод;
  - Єнакієвський коровай,
- Легка промисловість:
  - швейна фабрика та інші.

Близько 60 % зайнятих в народному господарстві трудяться в промисловості. Зараз багато підприємств працюють не на повну потужність. Закрита шахта «Червоний Жовтень». Передбачається закрити і шахту «Червоний Профінтерн».
Обсяг промислового виробництва — 3 224 млн гривень (на 1 жителя — 20 950 грн.). Індекс промислової продукції — 58,3 % у 2003 році до 1990 року. Викиди шкідливих речовин в 2003 році в атмосферне повітря від джерел забруднення міста — 78,2 тис. тонн.

## Транспорт
Північною околицею міста проходить автошлях E50М30.

## Освіта
- Єнакіївське професійно-технічне металургійне училище

## Пам'ятки
У місті Єнакієве Донецької області на обліку перебуває 50 пам'яток історії. З них 5 — пам'ятники В. І. Леніну, 15 — братські могили радянських воїнів, 5 — могили воїнів-афганців.
Костел Марії Терези Калькуттської — збудований у 1900—1906 роках, єдиний у Донецькій області костел, будівля якого збереглась в роки радянської влади. Не перебуває на обліку як пам'ятка.
У місті розташований лісовий заказник місцевого значення Урочище Плоске та Урочище Розсохувате.
У 2008 році виникла ініціатива створити у місті Український техноленд.

## Відомі люди

### Народилися
- Акопян Олена Грачиківна — українська плавчиня, чемпіонка та багаторазова призерка Паралімпійських ігор.
- Береговий Георгій Тимофійович — фронтовий льотчик і космонавт, двічі Герой Радянського Союзу, почесний громадянин Єнакієвого.
- Богатиков Юрій Йосипович — український і російський співак, баритон.
- Бурба Олександр Адольфович — учений-хімік, професор, організатор промисловості та освіти, директор Мідногорського мідно-сірчаного комбінату (1954—1971), перший ректор Оренбурзького політехнічного інституту (1971—1983).
- Валентин Васильович Біблик, Заслужений машинобудівник Української РСР, академік Академії інженерних наук України, Герой Соціалістичної Праці, лауреат Державної премії СРСР.
- Гавриленко Леонтій Ілліч (1923—1957) — радянський військовий льотчик, Герой Радянського Союзу.
- Гараган Лариса Миколаївна — українська поетеса.
- Гуреїв Юрій Іванович —  — український хореограф, заслужений учитель України.
- Зоря Галина Денисівна — українська художниця.
- Компан Олена Станіславівна — український історик.
- Пуппо Ігор Петрович — російський поет.
- Пляцковський Михайло Спартакович — російський радянський поет-пісенник та письменник.
- Романенко Геннадій Миколайович — майор збройних сил України, учасник російсько-української війни.
- Соболєв В'ячеслав Олександрович — український економіст, підприємець; директор дочірнього підприємства «Нафтогазмережі» НАК «Нафтогаз України».
- Василь Усатюк — український художник, що народився у місті.
- Янукович Віктор Федорович — колишній Президент України (2010—2014), який самоусунувся від здійснення конституційних повноважень внаслідок подій Євромайдану.
- Бурда Микита Валерійович  — український футболіст, захисник київського «Динамо».
- Зубцов Євген Микитович (1920—1986) — український композитор.

### Померли
- Пузанов Лев Іларіонович — учасник радянсько-фінської та Другої світової воєн, Герой Радянського Союзу.
- Ревай Федір — політичний і освітній діяч Закарпаття, заступник Голови Сойму Карпатської України, лідер Українського Національного Об'єднання.